# Vesel
Vesel je moško osebno ime.

## Izvor imena
Ime Vesel je nastalo iz pridevnika vesél. Ime Vesel poimensko ustreza latinskima imenoma Hilarius, slovensko Hilarij in Gaudentius, slovensko Gavdencij.
Različice imena: Veselko, Veselin itd.

## Pogostost imena
Po podatkih Statističnega urada Republike Slovenije je bilo na dan 31. decembra 2007 v Sloveniji 22 oseb z imenom Vesel.

## Osebni praznik
Vesel praznuje god 14. oktobra.

## Priimek
Iz imena Vesel je izpeljan tudi priimek Vesel. Po podatkih SURSa je bilo na dan 31. decembra 2007 v Sloveniji 874 oseb s priimkom Vesel.

## Znane osebe
- Jovan Vesel Koseski, slovenski pravnik in pesnik